# Desmodium plicatum
Desmodium plicatum är en ärtväxtart som beskrevs av Diederich Franz Leonhard von Schlechtendal och Adelbert von Chamisso. Desmodium plicatum ingår i släktet Desmodium och familjen ärtväxter.

## Underarter
Arten delas in i följande underarter:
- D. p. compactum
- D. p. plicatum